# یاکوف فاک
یاکوف فاک (اسلوونیایی: Jakov Fak؛ زادهٔ ۱ اوت ۱۹۸۷) ورزشکار دوگانه اهل اسلوونی و کرواسی است.